# Hilary Januszewski

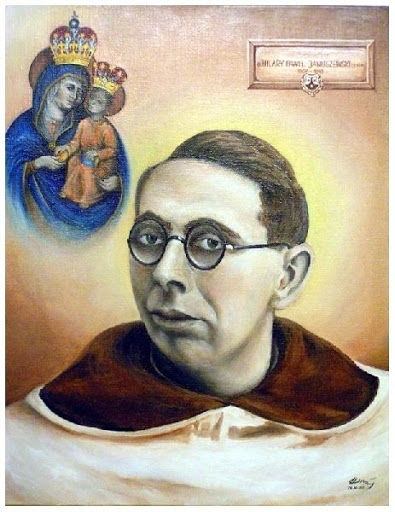
Hilary Paweł Januszewski

Hilary Paweł Januszewski OCarm (ur. 11 czerwca 1907 w Krajenkach, zm. 25 marca 1945 w Dachau) – polski duchowny katolicki, przeor klasztoru Karmelitów na Piasku w Krakowie, błogosławiony Kościoła katolickiego, męczennik II wojny światowej.

## Życiorys
Szkołę podstawową ukończył w Gręblinie (parafia Wielki Garc). Następnie uczęszczał do pallotyńskiego gimnazjum w Sucharach, lecz z powodu braku środków finansowych naukę przerwał po ukończeniu 2. klasy. Przez rok przy pomocy siostry Marty, która była nauczycielką, przerobił w domu materiał trzeciej klasy gimnazjalnej. Naukę kontynuował w Zakładzie Wychowawczym dla sierot i opuszczonych chłopców, prowadzonym przez księży Michalitów w Pawlikowicach. W 1926 zamieszkał w Krakowie, gdzie podjął pracę, uczęszczając jednocześnie na kursy przygotowujące do matury.
Do Zakonu Karmelitów Trzewiczkowych wstąpił w 1927 w Krakowie, pierwsze śluby złożył 30 grudnia 1928. Po zakończeniu studiów filozoficznych w Krakowie został skierowany do karmelitańskiego Międzynarodowego Kolegium Św. Alberta w Rzymie. Tam odbył studia (teologiczne) w Rzymskim Angelicum. Święcenia kapłańskie otrzymał 15 lipca 1934. Po powrocie do Krakowa (1935) wykładał historię Kościoła i dogmatykę, pełnił też obowiązki prefekta kleryków. Już po wybuchu II wojny światowej, w grudniu 1939, został mianowany przeorem klasztoru krakowskiego.
18 września 1940 Gestapo aresztowało wszystkich zakonników. Powodem było doniesienie, że rzekomo śpiewali podczas nabożeństwa zakazaną pieśń „Boże, coś Polskę” (w rzeczywistości „Serdeczna Matko”). Ojciec Hilary nie został wtedy aresztowany, gdyż przebywał poza klasztorem. Po powrocie do Krakowa, jako przełożony, sam zgłosił się na Gestapo w poczuciu odpowiedzialności za to, co się stało. W zamian za uwolnionego o.Jana Konobę trafił do więzienia na Montelupich, a stamtąd do niemieckiego obozu koncentracyjnego w Sachsenhausen. W kwietniu 1941 osadzony został w obozie koncentracyjnym Dachau. Dobrowolnie zgłosił się do opieki nad chorymi na tyfus w szpitalu obozowym. Sam zarażony, zmarł na miesiąc przed wyzwoleniem obozu, 25 marca 1945.
Został beatyfikowany przez papieża Jana Pawła II 13 czerwca 1999 w grupie 108 błogosławionych męczenników.